# Загірочко
Загі́рочко — село Стрийського району Львівської області.

## Назва
Назва походить від слово сполучення - зза горою.[джерело?]
У 1990 р. назву села Загірочка було змінено на одну літеру О.

## Історія
Село згадується 12 грудня 1460 р.

## Політика

### Парламентські вибори, 2019
На позачергових парламентських виборах 2019 року у селі функціонувала окрема виборча дільниця № 460362, розташована у приміщенні НВК.
Результати
- зареєстровано 623 виборці, явка 50,40 %, найбільше голосів віддано за «Слугу народу» — 22,61 %, за «Голос» — 19,43 %, за Європейську Солідарність — 17,83 %.[3] В одномандатному окрузі найбільше голосів отримав Андрій Кіт (самовисування) — 52,72 %, за Андрія Гергерта (Всеукраїнське об'єднання «Свобода») — 15,65 %, за Володимира Наконечного (Слуга народу) — 9,90 %[4].

## Відомі люди

### Народилися
- Березовський Володимир Семенович (1882—1956) — український хоровий диригент, композитор.
- Громницький Сидір (1850—1937) — громадський діяч і педагог. Почесний член Наукового товариства імені Шевченка[5].
- Колодницький Омелян  — український галицький педагог, військовик.
- Ольга Михайлівна Німа (Вілінська) (нар. 1929) — зв'язкова та пропагандистка УПА, репресована в листопаді 1947 р., втекла із заслання у 1948 р.[6]

### Працювали
- Богдан Нуд (1910—2012) — парох села від 1937 року, тут залишився до 1999 року, отримав титул почесного Пароха села.